# Skepticism
Skepticism es una banda de doom metal originaria de Finlandia. Formada en 1991, son considerados como uno de los pioneros del funeral doom.

## Su trabajo
Empezaron como una banda de death metal con su primer demo en 1991, sin embargo, pronto comenzaron a desarrollar su sonido propio, combinando el doom metal con el death metal, además de incluir en su sonido el uso de teclados, especialmente el órgano. Este estilo madurado se mostró por primera vez al mundo con el demo de 1994, Aeothe Kaear, que, sin embargo, aún se considera demasiado veloz si se compara con los trabajos posteriores, mucho más inmersos en el funeral doom. Su álbum debut Stormcrowfleet ya está inmerso completamente en el funeral doom con seis canciones largas y lentas.
Después de este lanzamiento la banda saca su primer álbum doble que incluía un EP y un álbum completo. Con un toque menos oscuro que el anterior y canciones mucho más abstractas, Ethere y Lead and Aether son los álbumes de Skepticism mejor conocidos, especialmente la canción 'The March and the Stream', que aparece en diferentes versiones en ambos discos y que es considerada como una de las canciones de funeral doom más depresiva y mortuoria jamás grabada. 
En 1999, lanzan al mercado Aes, un EP con una canción de 28 minutos de duración, un material experimental que seguía las pautas adoptadas en anteriores trabajos. Esta producción demuestra la maestría de la banda en el ámbito del doom metal, su capacidad de componer una canción larga, profundamente lenta y aun así interesante y cautivadora. Durante el transcurso de la canción se exploran una variedad de temas musicales para al final regresar al motivo inicial.
Los siguientes lanzamientos de la banda, contenidos en su segundo doble, fueron The Process of Farmakon (2002) y Farmakon (2003). En este trabajo la banda se separa un poco del funeral doom tradicional para introducir algunos elementos de noise y drone, en una vena experimental. En el año 2008 presentan Alloy, un álbum de 6 cortes medianamente extensos y de temática oscura y depresiva, plasmada sobre un sonido denso y por momentos desgarrador, retomando así el funeral doom. En el 2015, Skepticism lanzaría Ordeal, un álbum grabado en vivo frente a su audiencia.
En 2021 anunciarían su sexto álbum, Companion, y un video musical para el tema "Calla".

## Miembros
- Matti - Vocales
- Jani Kekarainen - Guitarra
- Eero Pöyry - Teclado
- Lasse Pelkonen - Batería

## Discografía

### Álbumes de estudio
- 1995: "Stormcrowfleet" (Red Stream)
- 1997: "Lead and Aether" (Red Stream)
- 2003: "Farmakon" (Red Stream)
- 2008: "Alloy" (Red Stream)
- 2015: "Ordeal" (Svart Records)
- 2021: "Companion" (Svart Records)

### EPs
- 1997: "Ethere" (Red Stream)
- 1999: "Aes" (Red Stream)
- 2002: "The Process of Farmakon" (Red Stream)

### Recopilaciones
- 1992: "Towards My End" (7" Single)
- 1994: "Aeothe Kaear" (Demo)